# Google Mensagens
Google Mensagens (anteriormente conhecido como Messenger, Android Messages e Messages by Google) é um aplicativo de software de mensagens de texto desenvolvido pelo Google para seus sistemas operacionais móveis Android e Wear OS. Também está disponível como um aplicativo web.
A plataforma oficial de mensagens universais do Google para o ecossistema Android, o Mensagens, emprega SMS, MMS e Rich Communication Services (RCS). A partir de 2023, o Google terá o RCS ativado por padrão nos dispositivos Android participantes, semelhante à implementação do iMessage nos dispositivos Apple.

## História
O código original para mensagens SMS do Android foi lançado em 2009 integrado ao Sistema Operacional. Foi lançado como um aplicativo independente do Android com o lançamento do Android 5.0 Lollipop em 2014, substituindo o Google Hangouts como o aplicativo de SMS padrão na linha de telefones Google Nexus.
Em 2018, o Mensagens adotou mensagens RCS e evoluiu para enviar arquivos de dados maiores, sincronizar com outros aplicativos e até mesmo criar mensagens em massa. Isso foi em preparação para quando o Google lançou mensagens para a web.
Em dezembro de 2019, o Google começou a introduzir suporte para mensagens Rich Communication Services (RCS) por meio de um serviço RCS hospedado pelo Google, denominado na interface do usuário como "recursos de bate-papo". Isto foi seguido por uma implementação global mais ampla ao longo de 2020.
O aplicativo ultrapassou 1 bilhão de instalações em abril de 2020, dobrando seu número de instalações em menos de um ano.
Inicialmente, o RCS não suportava criptografia de ponta a ponta. Em junho de 2021, o Google introduziu a criptografia de ponta a ponta em Mensagens por padrão usando o Protocolo de Sinal, para todas as conversas baseadas em RCS um para um, para todos os chats de grupo RCS em dezembro de 2022 para usuários beta, e para todos os usuários RCS até agosto de 2023, além de habilitar o RCS para todos os usuários por padrão para incentivar a criptografia. Em julho de 2023, o Google anunciou que iria incorporar o protocolo de criptografia de ponta a ponta Message Layer Security (MLS) no Google Mensagens.
A partir do Samsung Galaxy S21, o Mensagens substitui o aplicativo Mensagens interno da Samsung como o aplicativo de mensagens de texto padrão para One UI para algumas regiões e operadoras. Em abril de 2021, o aplicativo começou a receber modificações na interface do usuário em dispositivos Samsung para seguir aspectos do One UI, incluindo empurrar o topo da lista de mensagens para o meio da tela para melhorar a ergonomia.
Em fevereiro de 2023, o Google começou a substituir as referências a "recursos de bate-papo" na interface do usuário do Mensagens por "RCS". Em agosto de 2023, o Google anunciou que o Mensagens usará o RCS por padrão para todos os usuários, a menos que eles optem por não participar, para permitir que eles se beneficiem de mensagens seguras. Em dezembro de 2023, com a chegada de diversas novidades, o aplicativo passou a se chamar “Google Mensagens”.
Em julho de 2024, a Samsung anunciou que não pré-instalaria mais o Samsung Mensagens em seus dispositivos Galaxy em algumas regiões, começando com o Galaxy Z Fold 6 e Flip, preferindo o Google Mensagens.

## Recursos
Alguns dos recursos mais importantes do Google Mensagens são:
- Enviar mensagens de texto e voz instantâneas em conversas individuais ou em grupo por meio de dados móveis e Wi-Fi, via Android, Wear OS ou pela web.
- Criptografia de ponta a ponta para chats RCS.[19]
- Status de digitação, enviado, entregue e lido
- Responder e reagir a mensagens específicas
- Compartilhe arquivos e fotos de alta resolução
- Transcrições de mensagens de voz
- Agendar mensagens
- Lembretes no aplicativo para aniversários e mensagens que você não respondeu depois de algum tempo com Nudges[27]
- Integração estreita com o ecossistema do Google, por exemplo, Google Agenda,[27] Meet,[28] Maps,[29] YouTube,[30] Fotos,[31] Contatos, Assistente,[32] Pesquisa, Navegação segura etc.
- Interface da Web: Os usuários podem visitar https://messages.google.com/web e fazer login com sua conta do Google ou escanear o código QR exibido com seu smartphone para acessar uma versão limitada da Web do aplicativo que permite enviar e receber mensagens, desde que o smartphone permaneça conectado.[33]
- Reconhecimento de número de telefone: o aplicativo mostra o país e a província de quem liga. Além disso, pode mostrar o nome da empresa ou um aviso de chamadas de spam se o número estiver registrado em um banco de dados.[34]
- Acesso ao chatbot Gemini em dispositivos Pixel, Galaxy e Android selecionados.[35]